# Rod (sociologija)
Rod čini raspon značajki koje su karakteristične za i koje čine razliku između muževnosti i ženstvenosti. Ovisno o kontekstu, ove značajke mogu uključivati biološki spol (tj. odnose se na muške, ženske i interseksualne osobe), socijalne strukture temeljene na spolu (tj. rodne uloge) ili rodni identitet. Većina kultura koristi binarnu formu roda, što znači da razlikuju dva roda (dječaci / muškarci i djevojke / žene ); ljudi koji postoje izvan ovih skupina spadaju pod grupni naziv nebinarni ili genderqueer. Neka društva osim „muškarca“ i „žene“ imaju i specifične rodove, poput hidžri Južne Azije; česti naziv za njih je treći rod (i četvrti rod itd.), ili Two Spirit kod određenih američkih domorodaca. 
Seksolog John Money je 1955. godine uveo terminološku razliku između biološkog spola i roda kao uloge. Prije njegova rada bilo je neuobičajeno upotrebljavati riječi rod u bilo kakvom kontekstu koji nije vezan za gramatičke kategorije. No, takvo značenje riječi nije postalo rasprostranjeno sve do 1970-ih, kada se u feminističkoj teoriji počelo razlikovati između biološkog spola i društvenog konstrukta roda. Ta se razlika danas koristi u nekim kontekstima, posebno društvenim znanostima i dokumentima od Svjetske zdravstvene organizacije (WHO).
U drugim kontekstima, uključujući neka područja socijalnih znanosti, termin rod uključuje spol ili ga zamjenjuje. Na primjer, u istraživanju životinja koje nije vezano za ljude, rod često nosi značenje bološkog spola životinja. Ta promjena u značenju riječi rod može se pratiti sve do 1980-ih. 1993. godine FDA (američka Uprava za hranu i lijekove) je počela koristiti rod umjesto naziva spol. Kasnije, 2011. godine, FDA je preokrenula tu odluku i počela koristiti spol kao termin za biološku klasifikaciju, i rod kao riječ koja znači "Osobno predstavljanje kao žena ili muškarac, ili način na koji socijalne institucije odnose prema nekom pojedincu ovisno o načinu kojim se ta osoba javno predstavlja."
U društvenim znanostima postoji grana istraživanja posvećena rodnim studijima. Ostale znanosti, poput seksologije i neuroznanosti su također zainteresirane tom temom.  Društvene znanosti ponekad pristupaju pojmu roda kao socijalnom konstruktu, posebice rodni studiji, dok istraživanja u prirodnim znanostima proučavaju utječu li biološke razlike muškaraca i žena na razvoj roda kod ljudi; oboje informiraju raspravu o tome koliko biološke razlike utječu na formiranje rodnog identiteta. U dijelovima engleske književnosti također postoji trihotomija biološkog spola, psihološkog roda i socijalne rodne uloge. Takav sustav se prvi put pojavio 1978. u feminističkom članku Marcie Yudkin o transseksualizmu.

## Vanjske poveznice
- http://www.genderportal.eu/